# Frovina indecora
Frovina indecora là một loài ốc biển săn mồi, là động vật thân mềm chân bụng sống ở biển trong họ Zerotulidae.

## Miêu tả
Độ dài vỏ lớn nhất ghi nhận được là 3.6 mm.

## Môi trường sống
Độ sâu nhỏ nhất ghi nhận được là 311 m. Độ sâu lớn nhất ghi nhận được là 426 m.